# Edward Thomas (Schriftsteller)

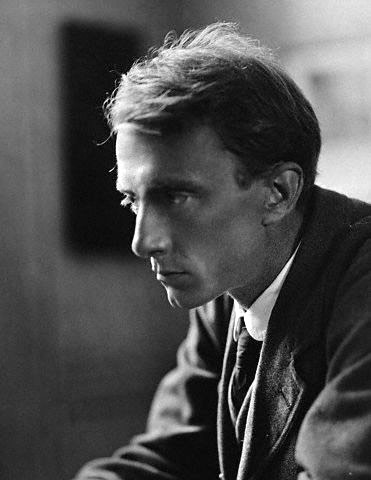
Edward Thomas, ca. 1905

Philip Edward Thomas (* 3. März 1878 in London; † 9. April 1917 bei Arras) war ein britischer Dichter, Literaturkritiker und Essayist.

## Leben

### Literarisches Schaffen
Edward Thomas studierte Geschichte am Lincoln College in Oxford. Seinen Lebensunterhalt verdiente er vor allem als Journalist mit Buchkritiken, von denen er bis zu fünfzehn pro Woche verfasste. Lyrikrezensionen, besonders neuer Autoren, waren einer seiner Arbeitsschwerpunkte und die ersten Veröffentlichungen von Rupert Brooke, W. H. Davies, Walter de la Mare, D. H. Lawrence oder Ezra Pound wurden von ihm wohlmeinend besprochen, wobei er mit Brooke und Davies auch persönlich bekannt war. Thomas ließ sich in seinen Kritiken aber nicht von freundschaftlichen oder kommerziellen Gesichtspunkte leiten, sondern vertrat seinen eigenen unabhängigen Standpunkt. So war er ebenfalls mit dem einflussreichen Kunstliebhaber Edward Marsh befreundet und gehörte mit ihm zum Preiskomitee der Poetry Review, die Brooke gegen Thomas’ Stimme einen Preis für sein Gedicht The Old Vicarage Grantchester verlieh.
Rupert Brookes posthum veröffentlichte Sammlung 1914 & other Poems rezensierte er in zwei verschiedenen Artikeln für die Zeitschriften English Review (8. Juni 1915) und Daily Chronicle (18. Juni 1915). Thomas reihte den verstorbenen Brooke dabei einerseits, der vorherrschenden Stimmung der Zeit entsprechend, in den Kreis der großen englischen Dichter wie Percy Bysshe Shelley, George Gordon Byron oder John Keats ein, andererseits klangen in seinen Artikeln jedoch auch Bedenken über den durch den Tod so plötzlich aufgekommenen Ruhm des Lyrikers an.
Thomas selbst begann erst Ende 1914, von Robert Frost ermutigt, Gedichte zu schreiben. Veröffentlicht wurden diese unter dem Pseudonym „Edward Eastaway“. Zu dieser Zeit hatte er auch persönlichen Kontakt zu den Dymock Poets und wird deshalb als Teil der Gruppe gesehen. Thomas verfasste zudem einen Roman: The Happy-Go-Lucky Morgans (1913), der auf Deutsch 2005 unter dem Titel Die Unbekümmerten erschien.

### Militärdienst und Tod
Im Juli 1915 meldete sich Thomas freiwillig zum Kriegsdienst und wurde der Royal Garrison Artillery zugeordnet. Um die Gefühle seiner Witwe zu schonen, wurde als Todesursache an sie mitgeteilt, dass er schon wenige Tage nach seiner Ankunft in Frankreich bei Arras durch die Druckwelle des Rückstoßes seiner eigenen Kanone getötet wurde, als er sich eine Pfeife anzünden wollte. In Wirklichkeit starb Edward Thomas, wie Jahre später bekannt wurde, durch einen Schuss durch die Brust. Diese Information geht auf einen Brief aus dem Jahr 1936 seines militärischen Vorgesetzten, des kommandierenden Offiziers Franklin Lushington, zurück. Die Beisetzung fand in Frankreich auf dem Militärfriedhof von Agny statt.
Thomas war von 1899 bis zu seinem Tod im Jahr 1917 verheiratet und hatte drei Kinder, einen Sohn, Merfyn, und die beiden Töchter Bronwen and Myfanwy. Nach dem Ersten Weltkrieg schrieb seine Witwe Helen (1877–1967) zwei autobiografische Bücher über ihr Leben mit Edward Thomas, As it Was (1926) und World Without End (1931).

## Ausgaben der Gedichte (Auswahl)
- Collected Poems. Mit einem Vorwort von Walter de la Mare. Selwyn & Blount, London 1920.
- The Poems of Edward Thomas. Hrsg. von R. George Thomas. Oxford University Press, Oxford 1978.
- The Collected Poems and War Diary, 1917. Hrsg. von R. George Thomas. Faber and Faber, London 2004.
- The Annotated Collected Poems. Hrsg. von Edna Longley. Bloodaxe Books, Tarset 2008.

## Sekundärliteratur
- Harry Ricketts: Strange Meetings – The Poets of the Great War, Chatto & Windus, London 2010, ISBN 978-0-7011-7271-8.
- Matthew Hollis: Now All Roads Lead to France: The Last Years of Edward Thomas. Faber & Faber, London 2011, ISBN 978-0-571-24598-7.
- Jean Moorcroft Wilson: Edward Thomas: From Adlestrop to Arras. Bloomsbury, London 2015, ISBN 978-1-4081-8713-5.
- Under storm's wing, Helen Thomas with Myfanwy Thomas, Manchester : Carcanet, 1997, ISBN 978-1-85754-361-2